# Central City (Nebraska)
Central City è un comune (city) degli Stati Uniti d'America ed è capoluogo della contea di Merrick nello Stato del Nebraska. Fa parte dell'area statistica micropolitana di Grand Island. La popolazione era di 2 934 persone al censimento del 2010. Fondata nel 1866 con il nome di Lone Tree, ha assunto il nome attuale nel 1875.

## Geografia fisica
Secondo lo United States Census Bureau, ha un'area totale di 2,32 miglia quadrate (6,01 km²).

## Società

### Evoluzione demografica
Secondo il censimento del 2010, c'erano 2,934 persone.

### Etnie e minoranze straniere
Secondo il censimento del 2010, la composizione etnica della città era formata dal 96,5% di bianchi, lo 0,1% di afroamericani, lo 0,4% di nativi americani, lo 0,2% di asiatici, lo 0,2% di oceanici, l'1,2% di altre razze, e l'1,4% di due o più etnie. Ispanici o latinos di qualunque razza erano il 3,5% della popolazione.